# Toquí de Tocuyo
El toquí de Tocuyo (Arremonops tocuyensis) és una espècie d'ocell de la família dels passerèl·lids (Passerellidae) que habita zones àrides de matoll, arbusts o boscos clars del nord-est de Colòmbia i nord-oest de Veneçuela. Rep el nom per la localitat on es va recol·lectar l'exemplar tipus Tocuyo de la Costa.

## Descripció
Mesura de 13 a 14 cm. Tots dos sexes són similars. És un ocell relativament petit de cua llarga i bec mitjà. Per sobre és de color verd oliva amb les ales una mica més fosques. La gola i parts inferiors són blanques amb el pit i els flancs grisos. El cap és grisós amb àmplies estries laterals negres que s'estenen fins al clatell. També presenta una línia superciliar grisa i una altra línia negra que s'estén per davant i per darrere de l'ull incloent la regió loreal (brida). L'iris és de color cafè, el maxil·lar superior és negrós i l'inferior blau plomís. Els joves són de color groc oliva i estriats per sobre i per sota sense el patró d'estries del cap que mostren els adults.

## Distribució i hàbitat
Aquesta espècie de distribució restringida és considerada com gairebé endèmica de Colòmbia i es troba per sota de 200 m d'alçada sobre el nivell del mar a la península de la Guajira des de la part baixa del riu Ranchería i Rioacha cap a l'orient.
Habita a matolls i zones arbustives adjacents a boscos secs a la zona tropical. Absent en zones molt àrides dominades per espècies del gènere Acàcia i cactus.

## Reproducció
El niu és una estructura amb forma de dom i entrada lateral, el qual construeix amb fulles, arrels i branquetes. Generalment l'ubiquen sobre el terra sota un arbust i ponen 2 o 3 ous de color blanc.

## Comportament
És un ocell molt inconspicu i difícil de veure. Tendeix a cercar l'aliment sol o en parelles a prop del terra, on salta i de vegades puja uns pocs metres en arbustos.

## Etimologia
El nom «Arremonops» deriva de l'arrel grega «arrhemon» que significa “silenciós” i «ops» “amb aparença de”, fent referència als hàbits poc conspicus i que s'assembla a les espècies del gènere Arremon. L'epítet «tocuyensis» fa referència al riu Tocuyo a Veneçuela.